# 提契努姆
提契諾姆即现代的意大利帕維亞，是山南高盧的一座古城，建在同名河流（現在的提契諾河）的河岸上，比提契諾河与帕杜斯河（今波河）的匯合處略高。 
根据老普林尼，提契努姆是由兩個利古里亞部落拉維（Laevi）和馬里奇（Marici）建立的，而托勒密則將其歸於因蘇布雷人（Insubres）。它在羅馬時代是一个重要的交通节点，前187年，艾米利亞大道向外延伸，從阿里米努姆（Ariminum，今里米尼）延伸到了帕杜斯河（今波河）河岸。它经过普雷森提亚（Placentia，今皮亞琴察）並在那里分叉，一個分支通往梅迪厄兰努姆（Mediolanum，今米蘭)，另一個便到提契努姆（Ticinum）。
這座城市在452年被阿提拉和476年被奧多亞塞洗劫，但在哥特入侵時期作為軍事中心的重要性上升。在托爾托納和提契努姆，羅馬人建立了利古里亞地區的糧倉，狄奧多里克大帝還在這裡建造了一座宮殿、浴室、圓形劇場和新城牆。從此之後，提契努姆開始連通波河。哥特戰爭期間，納爾塞斯為東羅馬帝國收復了提契努姆。然而數年後，經過長時間的圍攻，駐軍不得不在572年向倫巴第人投降。此城成為了倫巴底人王都，直至774年。